# Leptosema daviesioides
Leptosema daviesioides là một loài thực vật có hoa trong họ Đậu. Loài này được (Turcz.) Benth. miêu tả khoa học đầu tiên.